# Ligne du Tua
La Ligne du Tua (en Portugais Linha do Tua) est une ligne ferroviaire portugaise à voie métrique, qui lie la gare du Tua (partagée avec la ligne du Douro) à la gare de Bragance. 
La ligne se trouve actuellement (2012) en fonctionnement uniquement sur son tronçon intermédiaire de Cachão - Carvalhais, de 16 km, séparée du reste de la ligne utilisée par le Metro de Mirandela.